# Bechtolsheim
Bechtolsheim település Németországban, Rajna-vidék-Pfalz tartományban. Lakosainak száma 1819 fő (2023. december 31.).

## Népesség
A település népességének változása:
| Lakosok száma | 1368 | 1564 | 1711 | 1730 | 1789 | 1798 | 1819 |
|               | 1975 | 2010 | 2017 | 2019 | 2021 | 2022 | 2023 |